# Dendrotrophe polyneura
Dendrotrophe polyneura là một loài thực vật có hoa trong họ Santalaceae. Loài này được (Hu) D.D.Tao mô tả khoa học đầu tiên năm 1984.